# Portoryko na Letnich Igrzyskach Olimpijskich Młodzieży 2010
Portoryko na Letnich Igrzyskach Olimpijskich Młodzieży 2010 w Singapurze reprezentowało 15 sportowców w 9 dyscyplinach.

## Skład kadry

### Boks
- Emmanuel Rodríguez – kategoria 51 kg  złoty medal

### Gimnastyka

#### Gimnastyka sportowa
- Ismael Sanabria – 38 miejsce

### Koszykówka
Drużyna chłopców: 10 miejsce
- Angel J. Torres Montaivo
- Kristian Medina
- Onix L. Collazo Romero (C)
- Abdiel J. Badillo Martinez

### Lekkoatletyka
Dziewczęta:
| Zawodnik                    | Dyscyplina     | Kwalifikacje | Kwalifikacje | Finał    | Finał |
| Zawodnik                    | Dyscyplina     | Rezultat     | Poz.         | Rezultat | Poz.  |
| --------------------------- | -------------- | ------------ | ------------ | -------- | ----- |
| Nat Isaac                   | bieg na 100 m  | 14,25        | 11 qB        | 14,08    | 11    |
| Ashley Arroyo Perez         | Rzut dyskiem   | 38,55        | 13 qB        | 39,07    | 12    |
| Daliadiz Ortiz Carrasquillo | Rzut oszczepem | 45,26        | 8 Q          | 49,10    | 6     |

### Pływanie
| Zawodnik                        | Dyscyplina            | Kwalifikacje | Kwalifikacje | Półfinał    | Półfinał    | Finał       | Finał       |
| Zawodnik                        | Dyscyplina            | Czas         | Poz.         | Czas        | Poz.        | Czas        | Poz.        |
| ------------------------------- | --------------------- | ------------ | ------------ | ----------- | ----------- | ----------- | ----------- |
| Emmanuel Antonio Ramirez Aponte | 100 m st. klasycznym  | 1:07,47      | 23           | Nie zakwal. | Nie zakwal. | Nie zakwal. | Nie zakwal. |
| Emmanuel Antonio Ramirez Aponte | 200 m st. klasycznym  | 2:29,91      | 18           |             |             | Nie zakwal. | Nie zakwal. |
| So Lizar                        | 100 m. st. motylkowym | 1:03,90      | 22           | Nie zakwal. | Nie zakwal. | Nie zakwal. | Nie zakwal. |
| So Lizar                        | 200 m. st. motylkowym | 2:21,25      | 19           |             |             | Nie zakwal. | Nie zakwal. |

### Tenis
- Mónica Puig

### Tenis stołowy
- Carelyn Cordero – 21 miejsce

### Triathlon
- Cristina Luizzet Betancourt de Leon – nie ukończyła

### Żeglarstwo
- Alejandro Luis Monllor Pacheco – 10 miejsce